# Kochany urwis 2
Kochany urwis 2 (ang. Problem Child 2) – amerykańska czarna komedia z 1991 roku w reżyserii Briana Levanta. Jest to druga część trylogii opowiadającej o losach kilkuletniego Juniora.

## Fabuła
Junior wraz z przybranym ojcem Benem przenoszą się do niewielkiego miasta, Mortville. Samotny Ben wzbudza zainteresowanie wśród okolicznych kobiet jako idealny kandydat na męża. Poznaje bogatą Lawandę Dumore i w najbliższym czasie zamierza się z nią ożenić. Junior jednak nie akceptuje Lawandy, tym bardziej, że nie jest dla niego sympatyczna.

## Obsada
- Michael Oliver – Junior
- John Ritter – Ben Healy
- Jack Warden – Big Ben
- Gilbert Gottfried – Pan Peabody, dyrektor szkoły
- Amy Yasbeck – Annie Young
- Ivyann Schwan – Trixie Young
- James Tolkan – Thorn, nauczyciel
- Laraine Newman – Lawanda Dumore
- Eric Edwards – Murph, uczeń
- Ric Reitz – Weterynarz

## Produkcja
Zdjęcia kręcono w Orlando na Florydzie.